# اچ‌ام‌اس پورسور (دی۷۳)
اچ‌ام‌اس پورسور (دی۷۳) (به انگلیسی: HMS Pursuer (D73)) یک کشتی بود که طول آن ۴۹۱ فوت ۶ اینچ (۱۴۹٫۸۱ متر) بود. این کشتی در سال ۱۹۴۲ ساخته شد.